# 진주남강유등축제

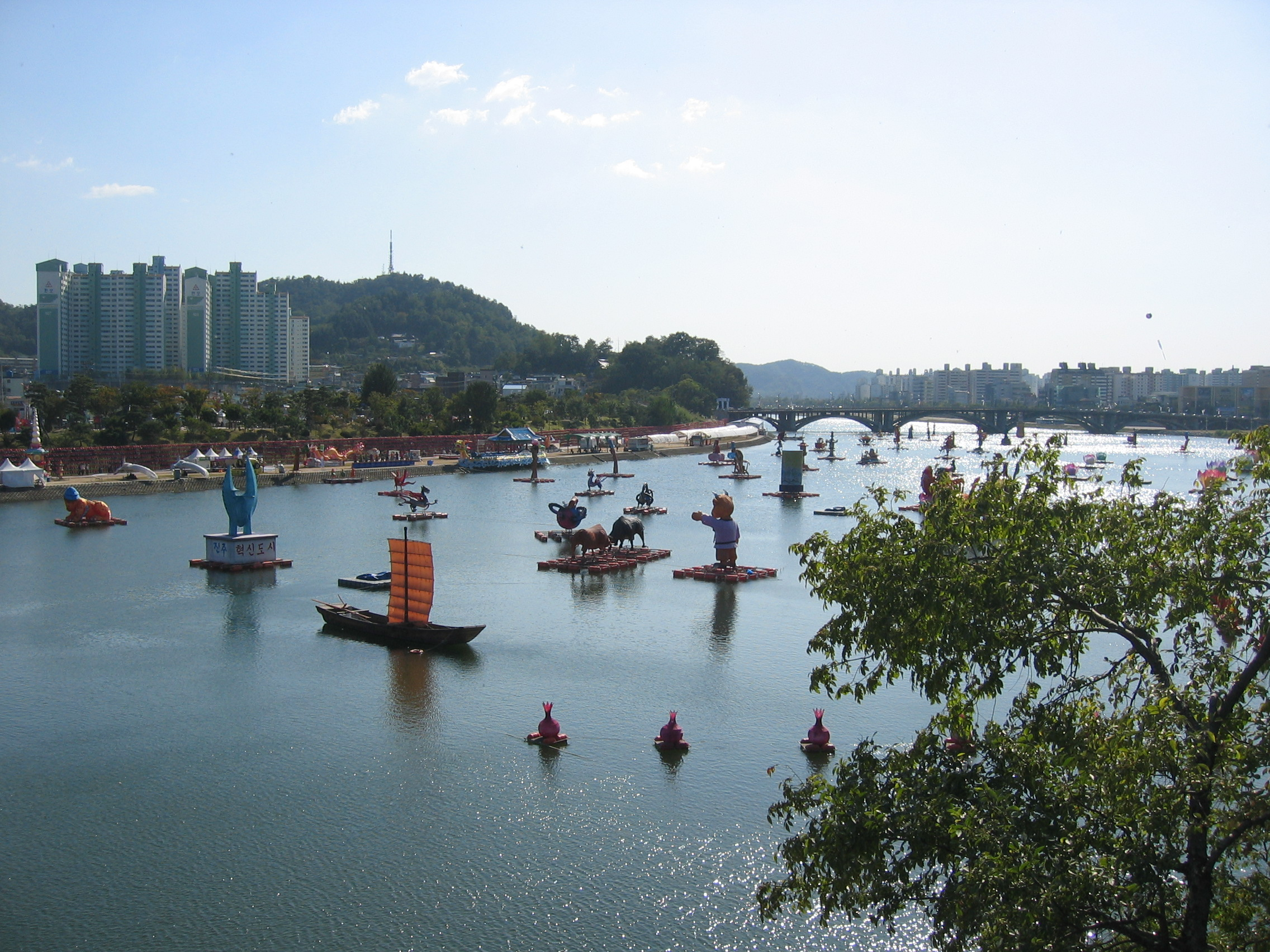
남강에 떠 있는 유등선들

진주남강유등축제(晉州南江流燈祝祭, Jinju Namgang Yudeung Festival)는 경상남도 진주시에서  매년 10월에 개천예술제와 함께 개최되는 대한민국 글로벌 축제이다.

## 개관
1592년 임진왜란 당시 제1차 진주성 전투에서 그 기원을 찾아볼 수 있다. 1592년 10월 충무공 김시민 장군이 3,800여명의 군관민으로 왜군 2만대군을 물리친 진주대첩을 거두었다. 이때 성 밖의 의병과 지원군들과 햇불과 함께 남강에 등불을 띄워 남강을 건너려는 왜군을 저지하는 전술을 사용했는데, 이것에서 유래되었다. 1593년 6월 29일 왜군의 제2차 진주성 전투 때 7만의 민관군이 순국하였고, 그것을 달래기 위한 진혼의식과 더불어 가정과 국가의 안녕을 기원하는 기원의식으로 개천예술제에서 유등띄우기 행사를 하였다.
개천예술제에서 유등놀이의 형태로 오랫동안 이어져 왔으며, 개천예술제 행사의 일환으로 추진되어온 유등놀이가 2002년 10월 대규모 진주남강유등축제로 발전되었다. 보통 개천예술제보다 하루 정도 먼저 시작되어, 하루 늦게 끝난다.
2002년 문화관광부 선정 특성화 축제로 시작을 하여, 매년 소망등 달기와 유등띄우기, 풍등 날리기 등의 체험생사를 실시하였고, 2004년 문화관광부 지정 육성축제, 2005년 〈우수축제〉로 선정되었고, 2006년부터 2009년까지 4년 연속 문화관광부 선정 〈최우수축제〉로 선정되었다.
2009년에는 신종플루의 영향으로 축제의 개최가 취소되었다.
2010년과 2011년은 2년 연속 “대한민국 대표축제”로 선정되었다. (문화체육관광부에 따르면 매년 대한민국 대표축제 2개, 최우수축제 8개, 우수축제 12개, 유망축제 23개를 선정, 지원하고 있다.) 2011년 10월 4일에는 세계축제협회(IFEA)가 전 세계 경쟁력 있는 축제대상 62개 분야를 시상하는 피너클어워드에서 진주 남강유등축제가 금상3개, 동상1개를 수상하여 명실공히 세계적인 축제로 인정받았다.

## 주요 행사
- 창작등 만들기
- 소망등 띄우기
- 풍등 날리기
- 세계 풍물등 전시
- 소망등 다리
- 등 캐릭터 사진찍기
- 등 만들기 시연회
- 읍면동 상징등 거리행렬
- 진주성 대첩 재현
- 세계 등 전시
- 전통 등, 종교 등 전시[6]

## 사진

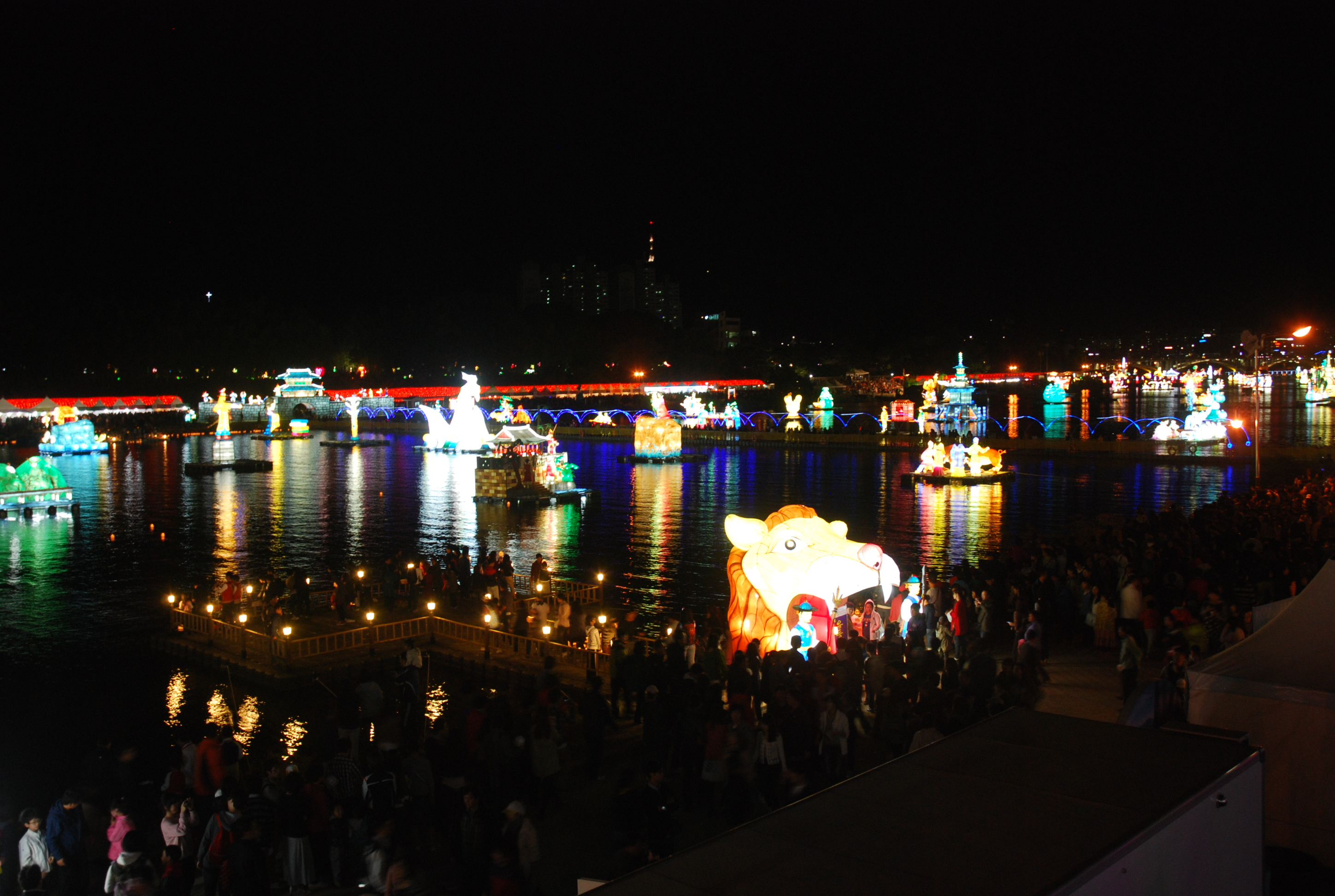
남강유등축제
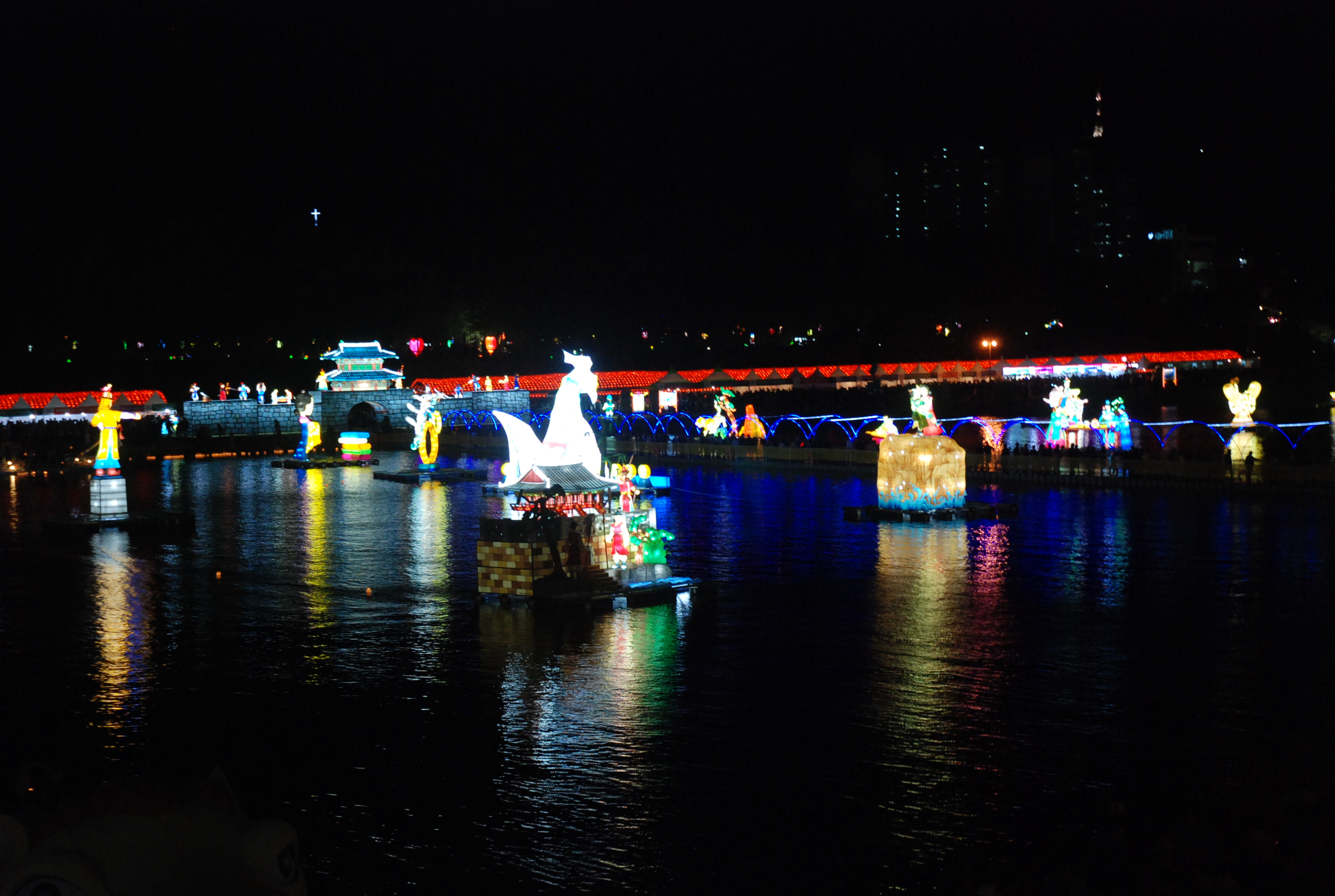
남강유등축제2
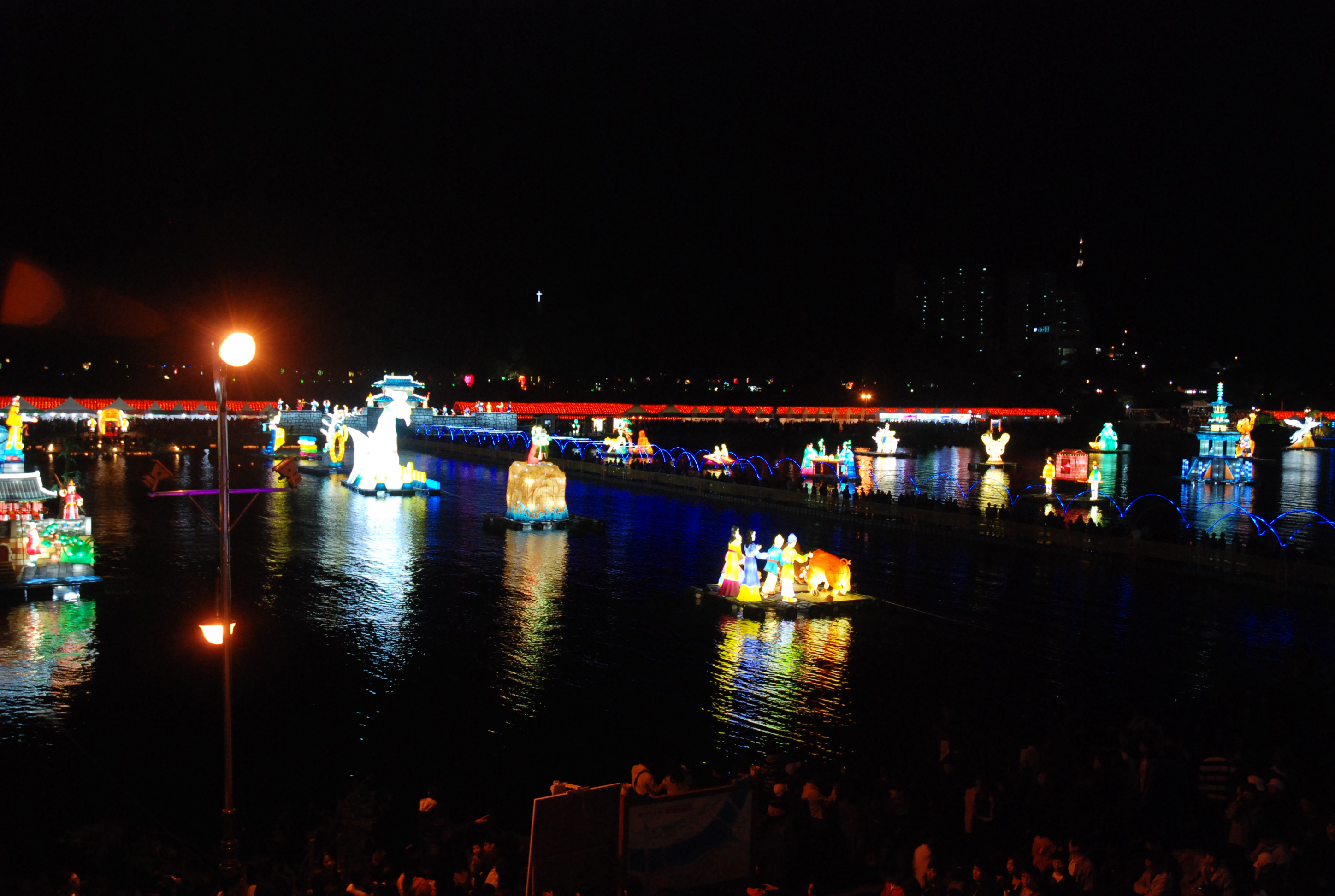
남강유등축제3
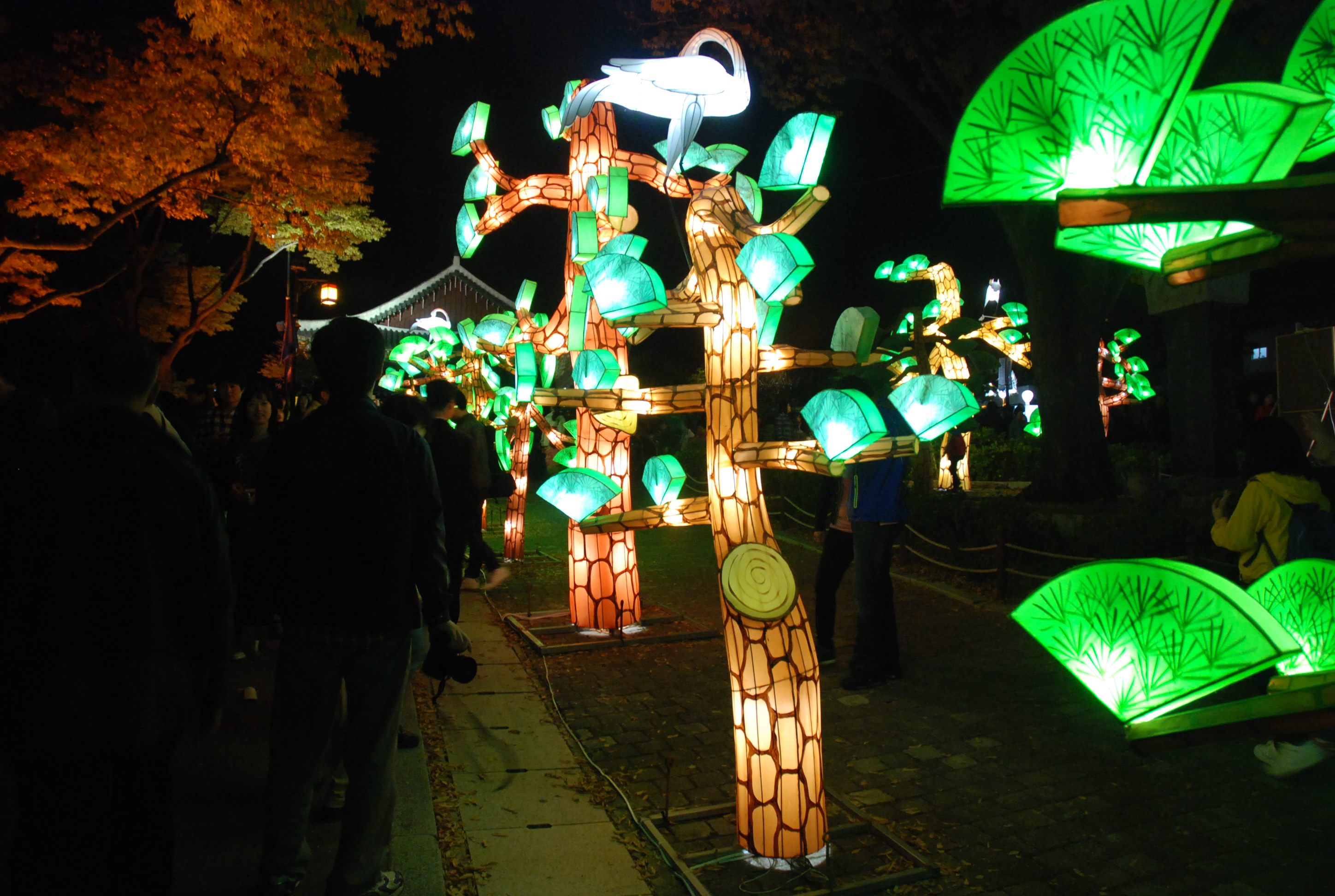
남강유등축제, 진주성 소나무등
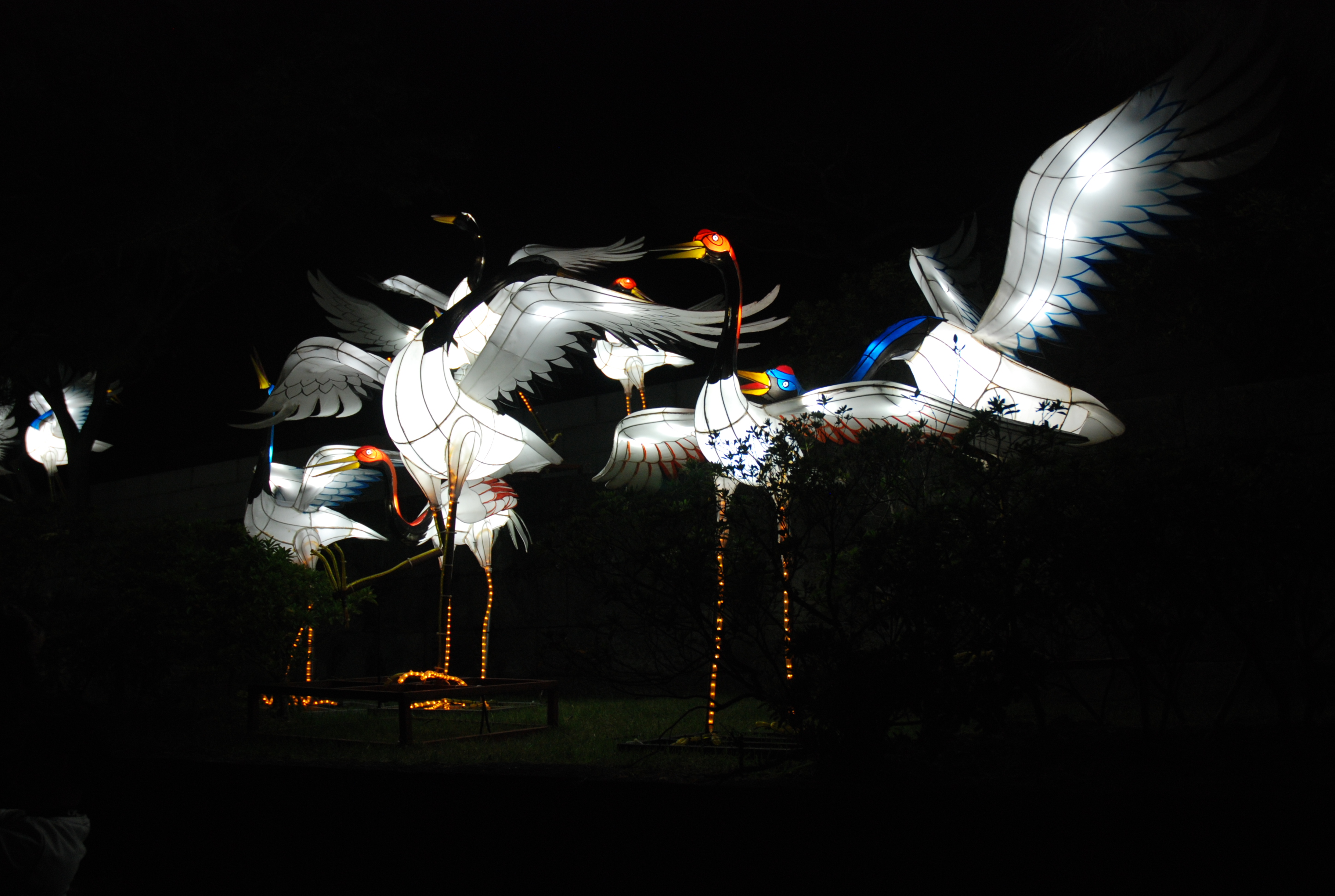
남강유등축제, 진주성 학등
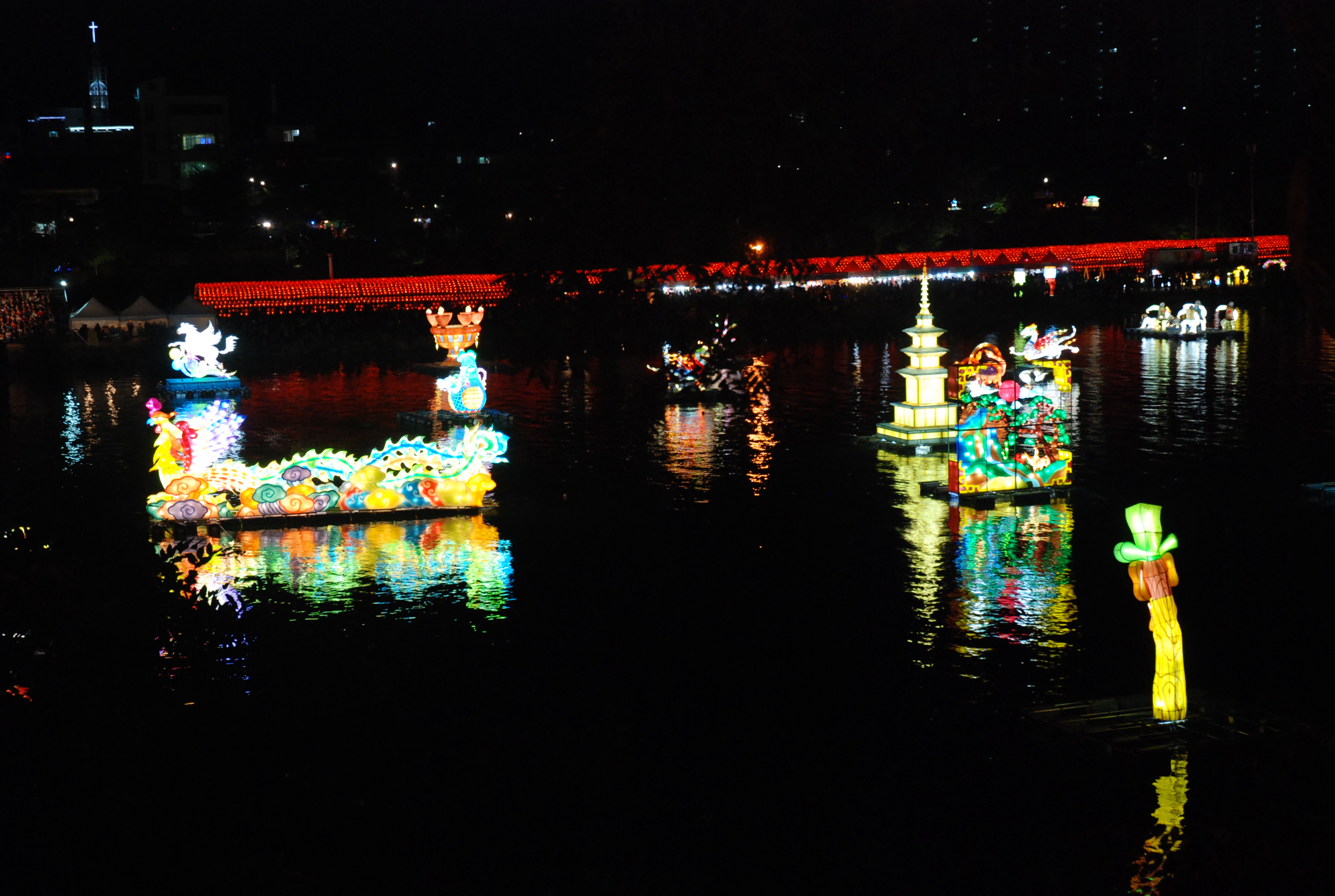
남강 유등
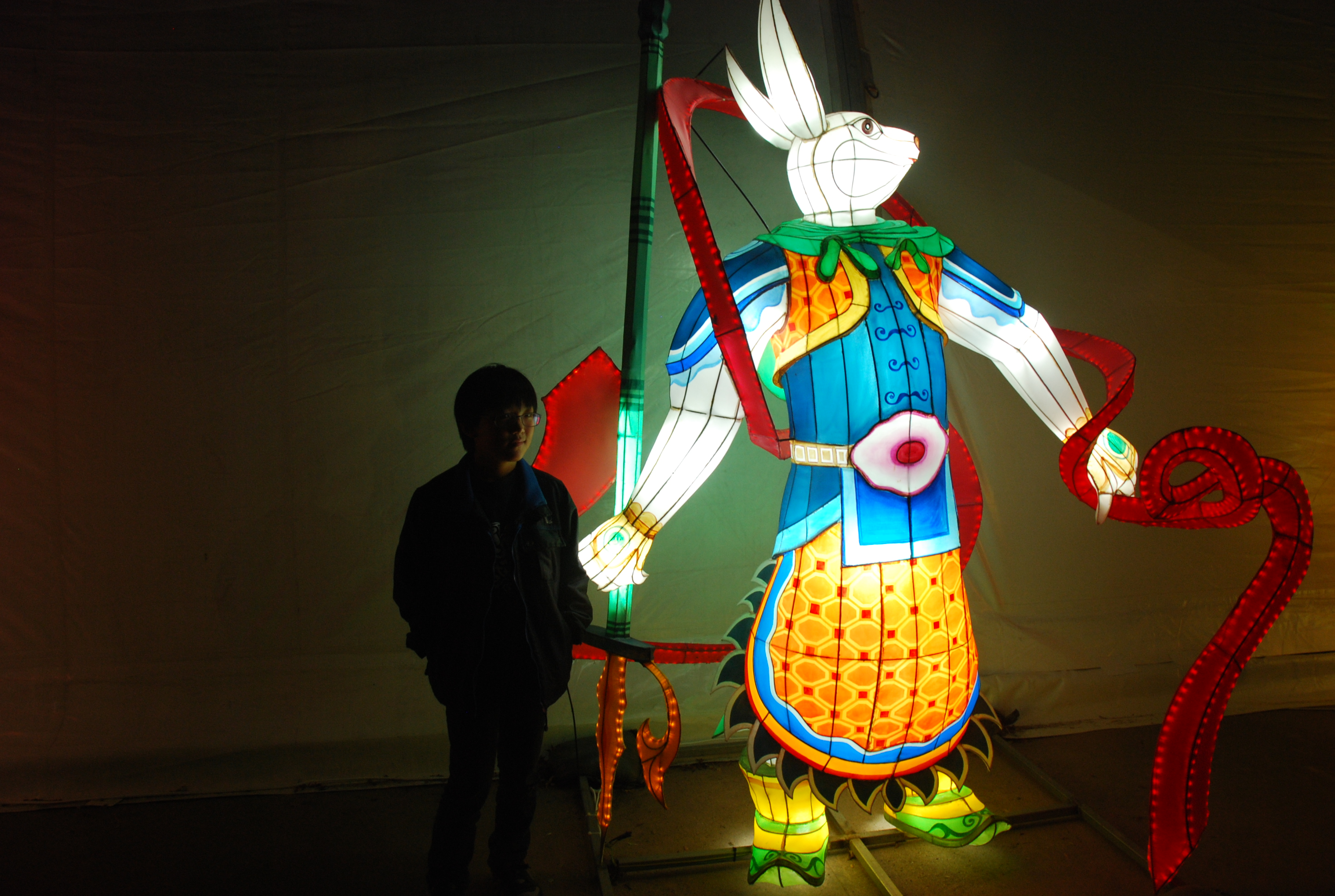
12지신 유등, 토끼
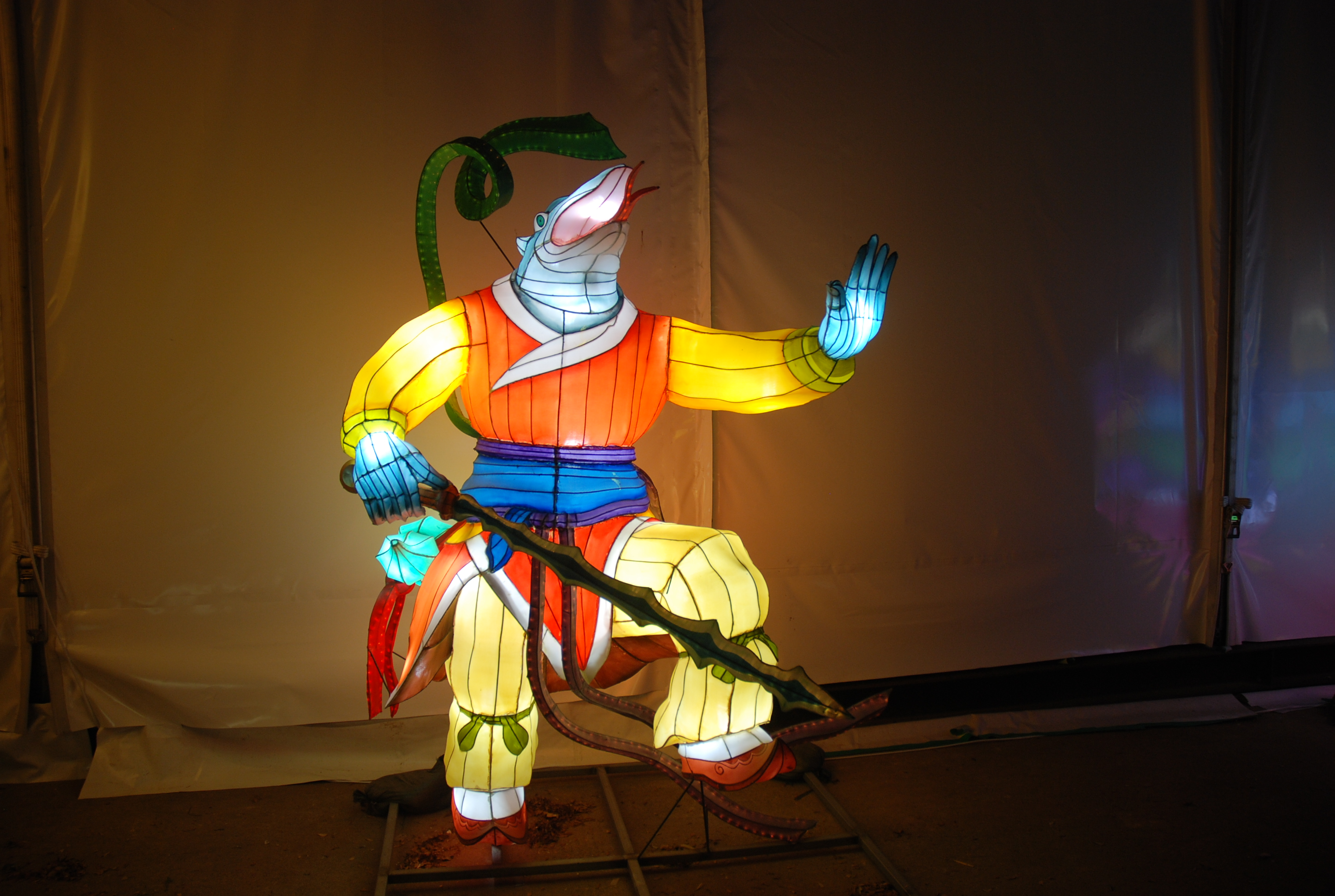
12지신 유등, 뱀
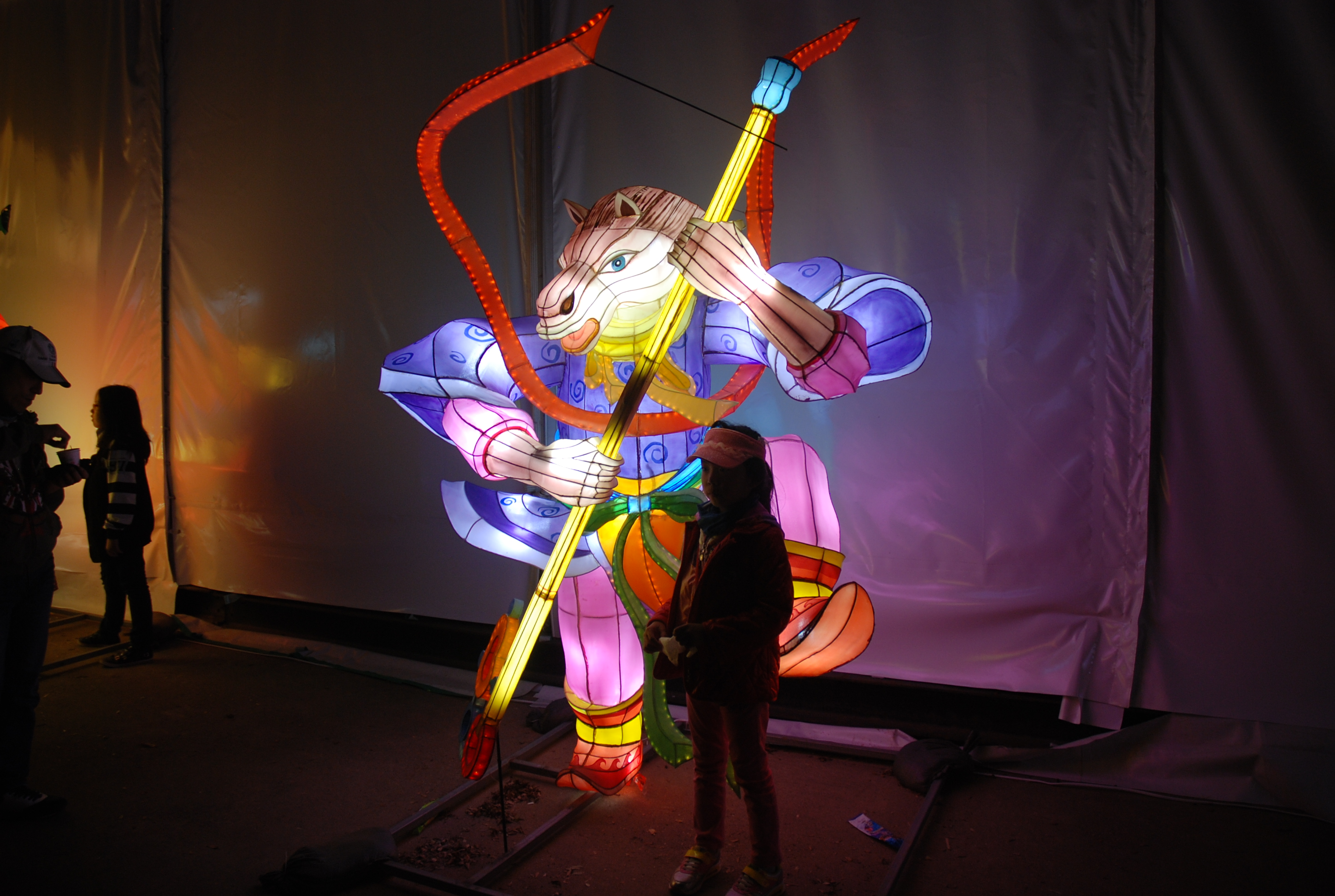
12지신 유등, 말
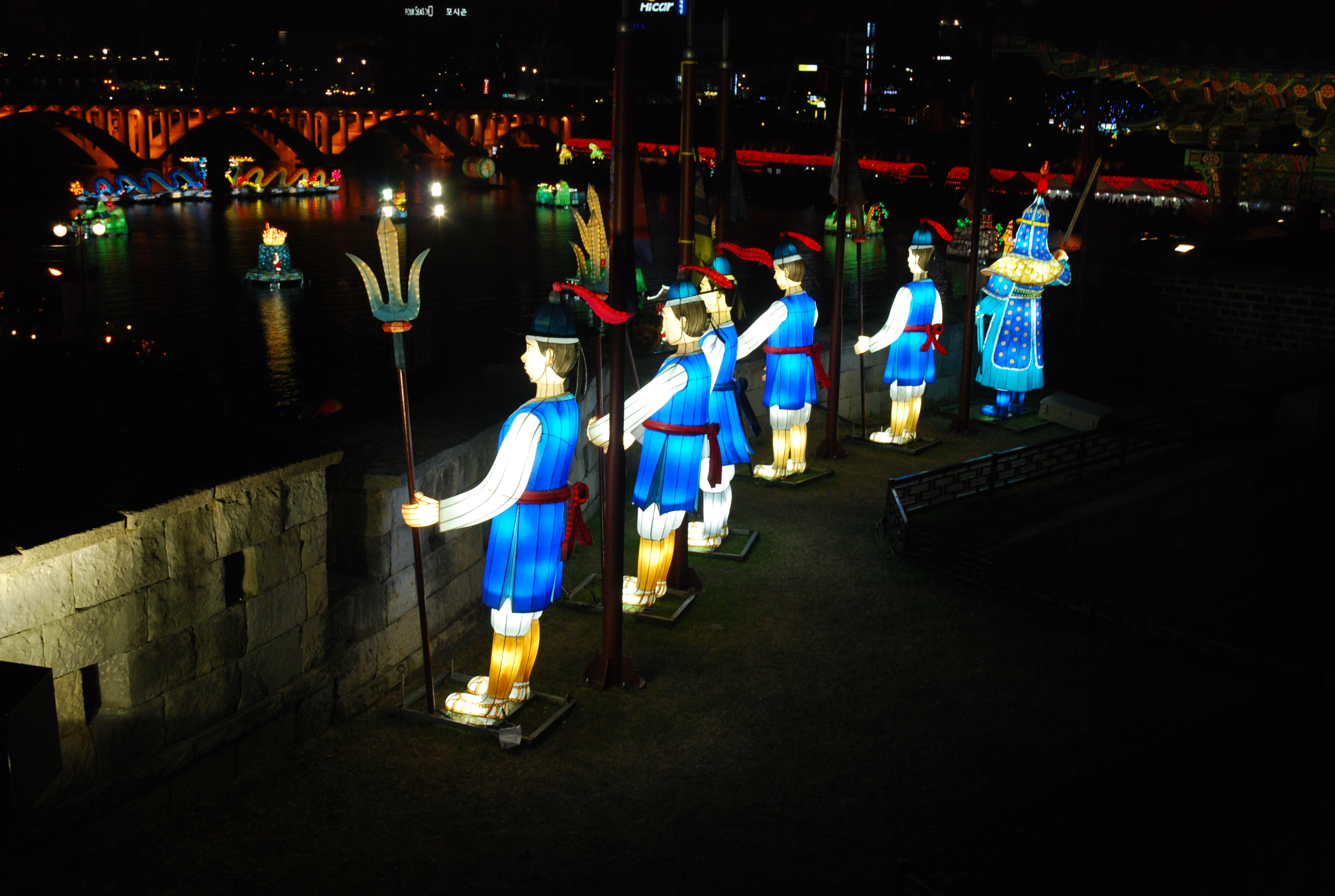
유등축제의 진주성벽
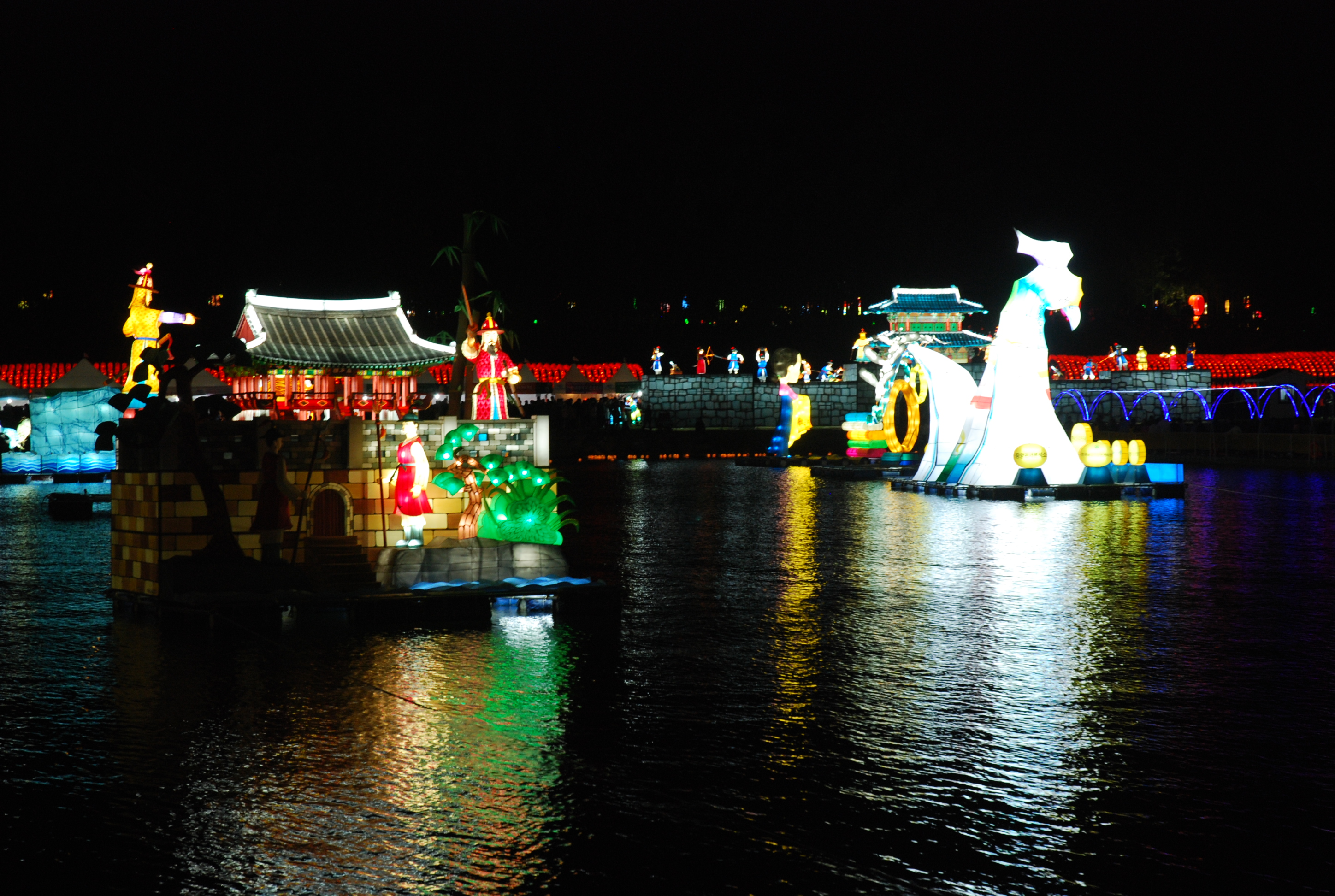
진주성벽 유등
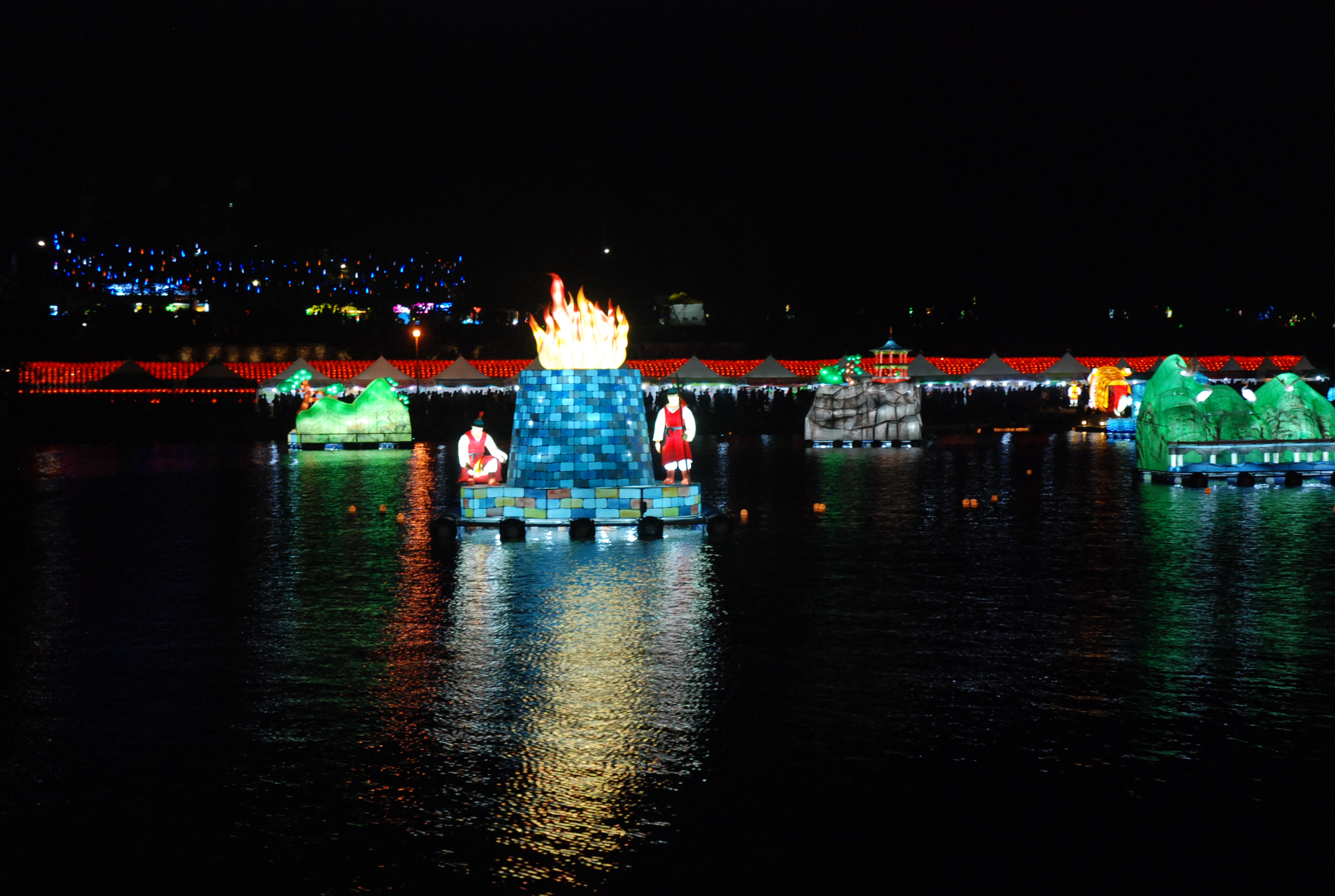
진주성 봉수대 유등
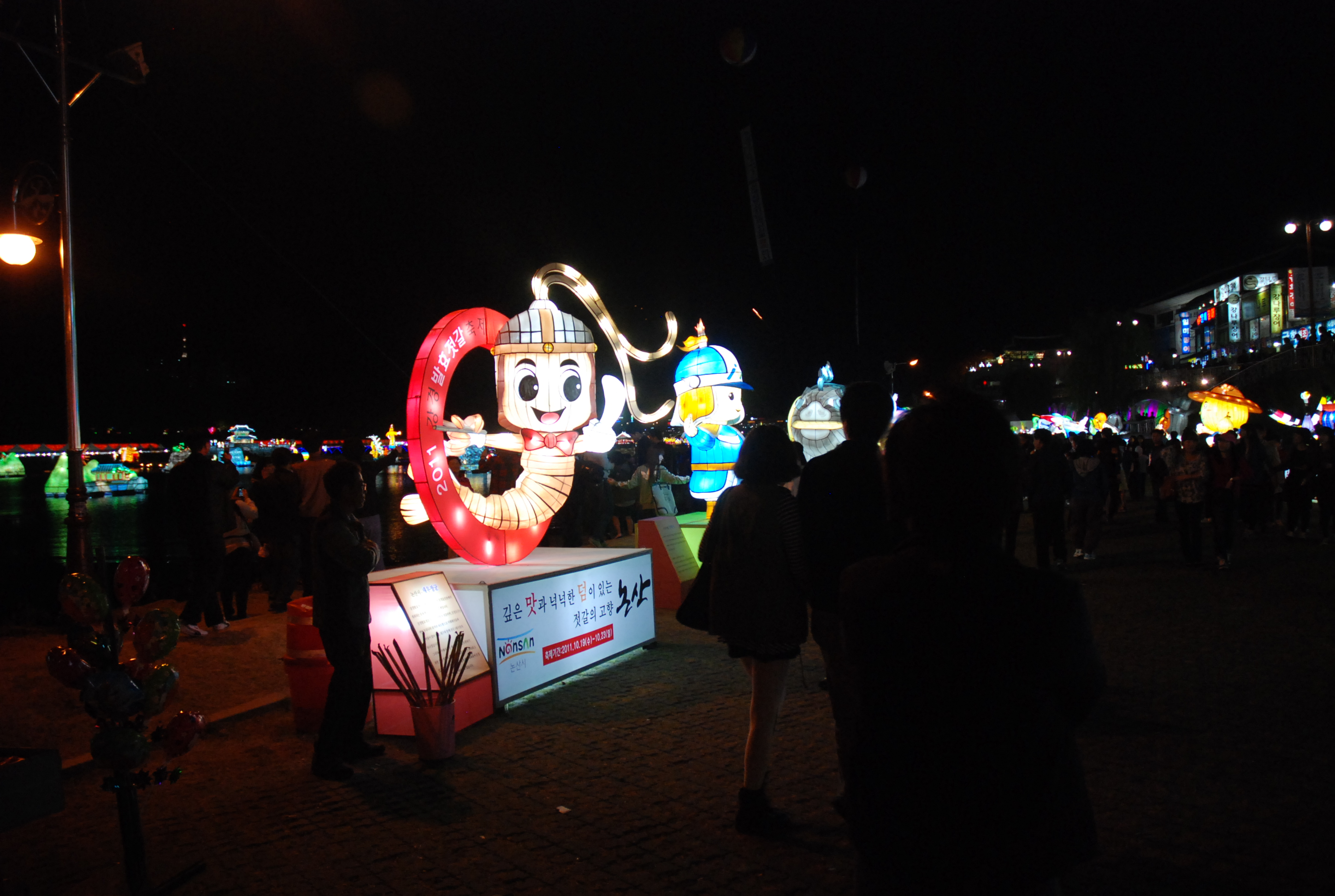
대한민국 도시별 상징, 논산

## 같이 보기
- 진주시
- 남강
- 개천예술제
- 서울빛초롱축제
- 남강유등축제 불꽃놀이 보기